# Caddo agilis
Espèce
Synonymes
- Caddo glaucopis Crosby, 1904

Caddo agilis est une espèce d'opilions eupnois de la famille des Caddidae.

## Distribution
Cette espèce se rencontre aux États-Unis à l'Est de la ligne qui va du Tennessee à l'Ohio, au Canada au Québec et en Ontario, au Japon et en Russie dans le kraï du Primorié et l'oblast de Sakhaline,.

## Description
Caddo agilis mesure de 2,1 à 3,0 mm.
Cette espèce est fréquemment parthénogénétique.

## Systématique et taxinomie
Cette espèce a été décrite par Banks en 1892.
Caddo glaucopis a été placée en synonymie par Crosby en 1907.

## Publication originale
- Banks, 1892 : « A new genus of Phalangiidae. » Proceedings of the Entomological Society of Washington, vol. 2, p. 249–250 (texte intégral).